# Благодатный (Кемеровская область)
Благода́тный — посёлок в Кемеровском районе Кемеровской области. Входит в состав Звёздного сельского поселения<.

## География
Центральная часть населённого пункта расположена на высоте 191 метра над уровнем моря.

## История
В 1964 году Указом Президиума ВС РСФСР поселок фермы № 2 совхоза «Мозжухинский» переименован в Благодатный.

## Население
| 2010 |
| ---- |
| 439  |